# Мадхаврао Шинде
Мадхаврао Дживаджирао Шинде (маратхи माधवराव शिंदे; 10 марта 1945 — 30 сентября 2001) — индийский политик, министр в правительстве Индии. Он был членом партии Индийский национальный конгресс.
Шиндия был сыном Дживаджирао Шинде, последнего правящего махараджи княжеского государства Гвалиор во времена британского владычества. После смерти своего отца в 1961 году и на условиях, согласованных во время политической интеграции Индии, Шинде унаследовал личный кошелек, определенные привилегии и использование титула «Махараджа Гвалиора» , который просуществовал до 1971 года, после чего все они были отменены 26-й поправкой к Конституции Индии.

## Ранняя жизнь
Мадхаврао Шинде родился в маратхской княжеской семье Шинде, в семье последнего правящего махараджи Гвалиора, Дживаджирао Шинде (1916—1961). Он прошел обучение в школе Шинде, Гвалиор, а затем продолжил обучение в Винчестерском колледже и Нью-колледже в Оксфорде.
По возвращении из Великобритании Шинде последовал политической традиции, установленной его матерью Виджайей Раджей Шинде, и занялся политикой. Он был избран в Лок Сасха (нижняя палата индийского парламента) в 1971 году от Гвалиора по билету Бхаратия Джана Сангх.

## Карьера

### Победы на выборах

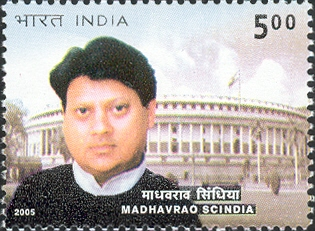
Почтовая марка Мадхаврао Шинде, выпущенная Почтой Индии, правительством Индии

Мадхаврао Шинде, член Лок сабха, проработавший девять сроков, ни разу не проиграл выборы с 1971 года, когда он впервые победил в избирательном округе Гуна в возрасте 26 лет. Он участвовал в выборах по списку Бхаратии Джан Сангх (предшественницы современной партии Бхаратия Джаната), которой долгое время покровительствовала его семья. Когда было объявлено чрезвычайное положение, он бежал из страны и отправился в добровольное изгнание в Великобританию. После того, как он вернулся в Индию, он ушел из Бхаратия Джан Сангх. Он баллотировался от избирательного округа Гуна в качестве независимого кандидата и получил место во второй раз, несмотря на волну в пользу партии Джаната. На выборах 1980 года он перешел на сторону Индийского национального конгресса и в третий раз выиграл у Гуна. Но в 1984 году он был выдвинут кандидатом в Конгресс от Гвалиора в результате маневра в последнюю минуту, чтобы победить партию Бхаратия ДжанатаАтал Бихари Ваджпаи, и победил с огромным отрывом. После этого Шиндия боролась либо с Гвалиором, либо с Гуной и каждый раз побеждала.

### Назначения на министерские должности
Выборы 1984 года принесли Шинде его первый опыт в качестве министра. Он зарекомендовал себя как превосходный администратор во время своего пребывания на посту министра железных дорог (22 октября 1986 — 1 декабря 1989) в министерстве Раджива Ганди.
Премьер-министр П. В. Нарасимха Рао назначил его министром гражданской авиации. Он столкнулся с бурным периодом агитации со стороны персонала местного перевозчика Indian Airlines, и в рамках стратегии дисциплинирования рабочей силы он арендовал несколько самолетов у России. В начале 1992 года один из этих самолетов потерпел крушение, хотя и без человеческих жертв, и Шинде быстро подал в отставку. Хотя известно, что премьер-министр не слишком привередлив в отношении таких понятий, как подотчетность министров, он принял свою отставку. Позже, в 1995 году, Шинде был вновь введен в состав кабинета министров в качестве министра по развитию людских ресурсов. Шинде также приписывают создание Индийского института информационных технологий и управления (IIITM) в Гвалиоре как учреждения с хорошей репутацией, которое было переименовано в честь Атала Бихари Ваджпаи в ABV-IIITM.

### Годы противостояния
После того, как ИНК потерял власть в 1989 году, Мадхаврао Шинде стал видным членом оппозиции. В 1990 году, после падения правительства вице-президента Сингха и предоставления ИНК внешней поддержки правительству Самаджвади Джанаты Дал (Раштрия) Чандры Шекхара, Шинде был назначен президентом Совета по крикету в Индии (BCCI), должность, которую он занимал, пока его 3-летний срок полномочий не истек в 1993 году.

### Восстание и возвращение
В 1996 году, после ложного обвинения во взяточничестве тогдашним премьер-министром П. В. Нарасимхой Рао, Шинде покинул INC и основал Конгресс Мадхья-Прадеш Викас (MPVC). Он вместе с Арджуном Сингхом и другими диссидентами Конгресса имел возможность стать частью правительства Объединенного фронта (UF) в Центре. Хотя его Конгресс Викас штата Мадхья-Прадеш был частью Объединенного Федерального округа, сам Шинде предпочел остаться вне Кабинета. В 1998 году, незадолго до выборов в Лок сабха, которые должны были состояться в том же году, он объединил MPVC в INC. В 1998 году он победил на выборах в Лок сабха от Гуна.

## Смерть
Мадхаврао Шиндея погиб в возрасте 56 лет в авиакатастрофе в деревне Мотта, которая находится на окраине округа Майнпури штата Уттар-Прадеш, 30 сентября 2001 года. Самолет загорелся, когда находился над деревней Бхайнсраули. Рассматривался как будущий кандидат на пост премьер-министра перед выборами 1999 года в Лок Сабха после разногласий по поводу иностранного происхождения Сони Ганди, направлялся на митинг в Канпур.
Все восемь человек, находившихся на борту частного самолета (Beechcraft King Air C90), погибли в результате крушения. В их число входили его личный секретарь Рупиндер Сингх, журналисты Санджив Синха (The Indian Express), Анджу Шарма (The Hindustan Times), Гопал Бишт, Ранджан Джа (Aaj Tak), пилот Рэй Гаутам и второй пилот Риту Малик. Тела были обуглены до неузнаваемости и доставлены по дороге в Агру, откуда специальный самолет ВВС, присланный премьер-министром Аталом Бихари Ваджпаи, доставил останки в Дели. Останки Мадхаврао Шиндии были идентифицированы его семьей с богиней Медальон Дурги, который он всегда носил.
Вскрытие и другие юридические формальности были проведены в AIIMS в Нью-Дели профессором Т. Д. Догрой . Его сын Джотирадитья Мадхаврао Шинде был символически назначен главой семьи.

## Стили
- 1945—1961 — Его Высочество Ювараджа Махарадж Шримант Мадхаврао Шинде Бахадур.
- 1961—1971 — Его Высочество Али Джа, Умдат уль-Умара, Хисам ус-Султанат, Мухтар уль-Мульк, Азим уль-Иктидар, Рафи-ус-Шан, Вала Шикох, Мухташам-и-Дауран, Махараджадхирадж Махараджа Шримант Мадхав Рао III Шинде Бахадур, Шринатх, Мансур-и-Заман, Махараджа Шинде из Гвалиора.

## Семья
8 мая 1966 года в Дели Мадхаврао Шинде женился на Шримант Акханд Субхагьявати Махарани Мадхави Радж Сахиб Шинде (род. 1948), урожденной Киран Раджья Лакшми Кумари Деви, дочери непальского генерала Ювраджа Шамшера Джанга Бахадура Раны от его жены Шри Рани Индиры Раджья Лакшми Кумари, младшей дочери Раджкумара Аммара Бахадура Сингха из Баджанга в Непале. У супругов было двое детей:
- Ювараджа Махарадж Шримант Джйотирадитья Рао Шинде Бахадур (род. 1 января 1971)
- Махараджкумари Шримант Читраганда Радж Шинде (род. 14 февраля 1967), муж с 1987 года Юварадж Шри Викрамадитья Сингхджи Бахадур (род. 5 августа 1964), старший сын генерал-майора Шриманта Раджраджешвара Махараджадхираджа Шри Карана Сингхджи, Индара Махиндара Бахадура, Сипар-и-Султаната, махараджи Джамму и Кашмира.